# Двойная ирландская с голландским сэндвичем
Двойная ирландская с голландским сэндвичем (англ. Double Irish Dutch Sandwich, иногда Двойной ирландский виски с голландским сэндвичем) — популярная в США схема оптимизации налоговых обязательств посредством использования двух ирландских и одной голландской компаний. Ирландские компании выступают в роли «хлеба», а между ними находится голландская компания, как «сыр» или «колбаса».
Такая структура оптимизации используется преимущественно крупными корпорациями США в отношении оптимизации доходов от объектов интеллектуальной собственности.
Схема позволяет значительно уменьшать налоги, как на территории США, так и на территории государств возникновения доходов.

## Структура схемы
Для схемы «Двойная ирландская с голландским сэндвичем» создаётся три компании. Компания, использующая схему, передаёт свою интеллектуальную собственность аффилированной компании (№ 1), зарегистрированной в Ирландии, но являющейся налоговым резидентом какой-либо офшорной зоны. Вторая компания создаётся в Голландии и сублицензирует права на интеллектуальную собственность у первой компании. Затем третья компания, являющаяся налоговым резидентом Ирландии, сублицензирует права у голландской фирмы.
Из-за особенностей голландского налогового законодательства и международных соглашений подобное сублицензирование и платежи по нему не облагаются налогами.
Компания № 3 часто является 100 % «дочкой» компании № 1. Эта же компания и ведёт реальную деятельность в различных странах, пересылая практически всю прибыль через голландскую компанию (№ 2) в виде роялти.

## Сходные схемы

### Double Irish
В схеме Double Irish используется две ирландских компании. Первая из них является офшорной, которая владеет правами на интеллектуальную собственность. Данная компания регистрируется как налоговый резидент в офшорной зоне, например на Каймановых островах или на Бермудах. По налоговым законам Ирландии, компания является налоговым резидентом той страны, из которой она управляется, поэтому ирландская компания может не являться налоговым резидентом Ирландии. Первая компания лицензирует за большую сумму права второй компании, которая является налоговым резидентом Ирландии. Вторая компания получает доходы от использования прав в различных странах (кроме США), однако налогом облагается только разница между лицензионными платежами и доходами. На эту разницу распространяется налог в 12,5 %.
14 октября 2014 года газета The Independent сообщила, что министр финансов Ирландии Майкл Нунан исключил возможность применения «спорной» «двойной ирландской» налоговой схемы, изменив правила корпоративного налогового резидентства. Нерезидентные компании, зарегистрированные в Ирландии, должны перейти на другие схемы налогообложения до 2020 года, новые компании — до 1 января 2015 года.

### Кипр
Что касается российской действительности, то основным инструментом оптимизации доходов от интеллектуальной собственности является использование компаний Республики Кипр. С 1 января 2012 года в отношении доходов от интеллектуальной собственности на Кипре предоставляется восьмидесятипроцентное освобождение от подоходного налога (Income Tax). Таким образом, эффективная ставка налога составляет 2,5 %.

## Применение
Некоторые крупные компании применяли схемы «double irish» или «Двойная ирландская с голландским сэндвичем»:
1. Adobe Systems[2]
2. Apple[3][4]
3. Eli Lilly and Company[2]
4. Facebook[5]
5. Forest Laboratories[2]
6. General Electric[5]
7. Google[2][5][6]
8. Johnson & Johnson[5]
9. Microsoft[2]
10. Nederlandse Spoorwegen[7]
11. Oracle[2]
12. Pfizer[2]
13. Starbucks[5]